# Bal Poussière
Bal Poussière è un film del 1989 diretto da Henri Duparc.

## Produzione
Il film fu prodotto dalla Focale 13.

## Distribuzione
In Francia, il film venne distribuito il 21 giugno 1989; negli Stati Uniti, fu presentato al New York New Directors and New Films Festival il 16 marzo 1990; in Belgio, il 26 aprile 1990 a Gent.